# Pointe-à-Raquette
Pointe-à-Raquette este o comună din arondismentul La Gonâve, departamentul Ouest, Haiti, cu o suprafață de 317,61 km2 și o populație de 22.298 locuitori (2009).